# Società Italiana Prodotti Esplodenti
SIPE - Società Italiana Prodotti Esplodenti S.p.A. era una azienda italiana che operava nel settore della fabbricazione di esplosivi.

## Storia
SIPE viene fondata il 31 dicembre 1891 a Milano da Ferdinando Quartieri e da Bocconi e Bonzani S.p.A.
Nei primi anni del Novecento acquista il Polverificio Pallotti e Osti di Spilamberto, tramite la joint venture SIPE Nobel S.p.A. (poi S.r.l.), in collaborazione con Dinamite Nobel S.A., dove prende luogo la fabbricazione di nitroglicerina e balistite. La collaborazione porterà all'apertura di altri impianti a Gallicano e Orbetello.
Nel 1906 viene acquistato il Dinamitificio Barbieri di Cengio dove si produrrà TNT per il Regio Esercito Italiano impiegato nella guerra coloniale in Libia.
Con l'avvento della prima guerra mondiale, inizia a produrre polvere da sparo per i proiettili e le mine delle Direzioni Artiglierie di Piacenza, Torino, Milano e per i calibri della Marina Militare Italiana, nello stabilimento di Forte dei Marmi e a fornire anche il servizio di caricamento di bombe da aeroplano, di riparazione degli apparecchi, e di scuola piloti nell'aeroporto di Massa-Cinquale che diventerà base operativa SIPE. Inoltre, apre un altro stabilimento a Ferrania, incaricata dall'Esercito Russo della fornitura di miscela di nitrocellulosa, da cui si originava la Polvere B per i proiettili dei cannoni Deport: con il ritiro dei russi dalla guerra, l'operatività viene concentrata sui proiettili leggeri del Regio Esercito. Al termine del conflitto l'intera area industriale di Forte dei Marmi sarà ceduta, a seguito dell'iniziale sviluppo turistico della zona, per ottenere un notevole ritorno economico dalla vendita del vasto complesso: negli stessi anni, SIPE riconverte la produzione del sito di Ferrania, iniziando a fabbricare celluloide per pellicole cinematografiche, radiografiche e fotografiche, tanto da costituire una joint venture, Fabbrica Italiana Lamine Milano, con Pathé Frères, la maggiore azienda francese di prodotti sensibili. In seguito, a causa della crisi del settore della cinematografia, i francesi vendono le loro azioni a IRI-Credito Italiano, che, precedentemente, aveva rilevato la proprietà SIPE dalla Famiglia Quartieri. Nonostante ciò, a Ferrania, due anni dopo ceduta a IFI, grazie alla commessa ottenuta dal Ministero della guerra circa la fornitura di solenite per il munizionamento del fucile modello 1891, non vengono interrotte le attività nel settore bellico.
Nel 1925 termina la produzione di tritolo a Cengio e il sito viene acquisito da Italgas: successivamente viene integrato con Società di Coloranti Italica di Rho e di Cesano Maderno dando origine ad ACNA. Lo stabilimento verrà dunque riconvertito alla creazione di coloranti, vernici e intermedi per l'industria tessile, arrivando a coprire quasi la totalità del fabbisogno nazionale: non viene, però, abbandonata l'industria bellica, producendo esplosivi, per la guerra in Abissinia. A Spilamberto, con la seconda guerra mondiale inizia la fabbricazione di mine navali e, dopo il 1945, di dinamite e di razzi antigrandine per la prevenzione delle grandinate; dal 1970, sotto la proprietà SNIA Viscosa si fabbricherà prevalentemente nitrocellulosa.
Nel 1992 lo stabilimento SIPE Nobel di Spilamberto viene acquistato dalla francese Société Nationale des Poudres et Explosifs, che disporrà il termine della produzione industriale in Italia nel 1995, trasferendo la produzione del propellente in Repubblica Ceca.
Secondo quanto riportato da indagini dell'Autorità Garante della Concorrenza e del Mercato, la società SIPE Nobel è stata acquisita da Pravisani S.p.A., gruppo italiano attivo nel settore della produzione di esplosivi.